# Hibiscus labordei
Hibiscus labordei är en malvaväxtart som beskrevs av H. Lév.. Hibiscus labordei ingår i Hibiskussläktet som ingår i familjen malvaväxter. Inga underarter finns listade i Catalogue of Life.